# Adelsköld
Adelsköld är en svensk adelsätt, med nummer 2029 i Riddarhuset. Ätten härstammar från Johan Christian Thomée (död 1798), som var lagman i Bohus län och blev adlad 1773.
Enligt traditionen skall ätten härstamma från en skotsk adlig ätt, antagligen Mac Donald of Kentyre and Islay, av vilken en medlem efter skeppsbrott strandade vid Torekow i Skåne i början av 1600-talet.

## Medlemmar i släkten Adelsköld i urval
- Claes Adolf Adelsköld, järnvägsbyggare
- Carl Adelsköld, konstnär
- Anna-Lisa Adelsköld, friidrottare
- Karin Adelsköld, ståuppkomiker